# Parcs i jardins del Masnou

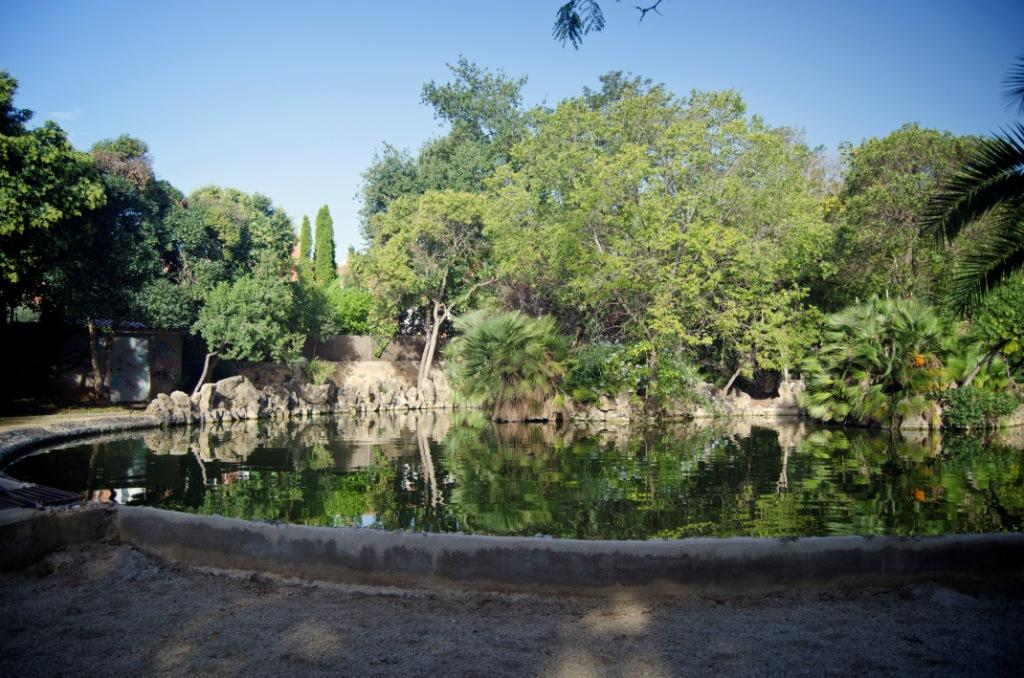
Parc del Llac del Masnou

Els parcs i jardins del Masnou sumen un total d'unes 15 hectàrees de verd urbà, i compten amb més de 4.000 arbres conformant l'arbrat viari.
Els principals parcs de la vila són el parc de Vallmora, el parc del Llac i el parc de Caramar. Els principals jardins són els jardins de la Nimfa, els jardins de Can Malet, els jardins del Mil·lenari, els jardins de Lluís Milet.

## Parc de Vallmora

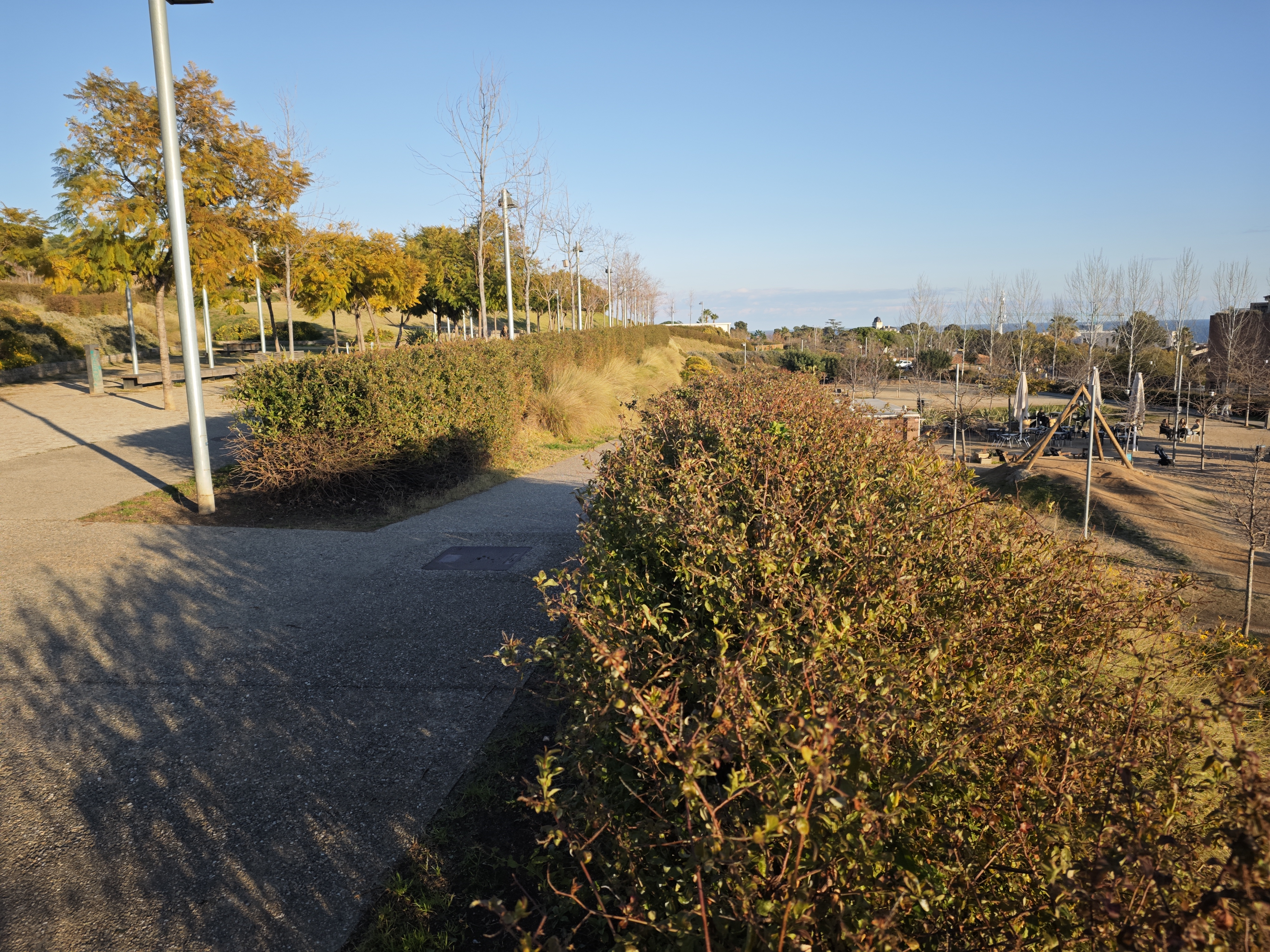
Parc de Vallmora, al Masnou

El parc de Vallmora és el gran pulmó verd de la vila. Està situat al nord de la vila, a tocar de l'autopista. Té una superfície de 55km². Té quatre zones: el bosc del parc, un espai per esdeveniments amb una graderia, una zona esportiva amb àrea de jocs infantils i una zona que recrea camps agrícoles per rememorar el passat agrícola de la vila.
És el més gran de la vila i el darrer a construir-se. Es va inaugurar l'any 2017. El bosc del parc té 16 km² i es van plantar l'any 2013 amb una plantació popular de mil arbres feta pels ciutadans. Cada arbre té una pedra personalitzada que indica el nom de la persona que el plantà.

## Parc del Llac

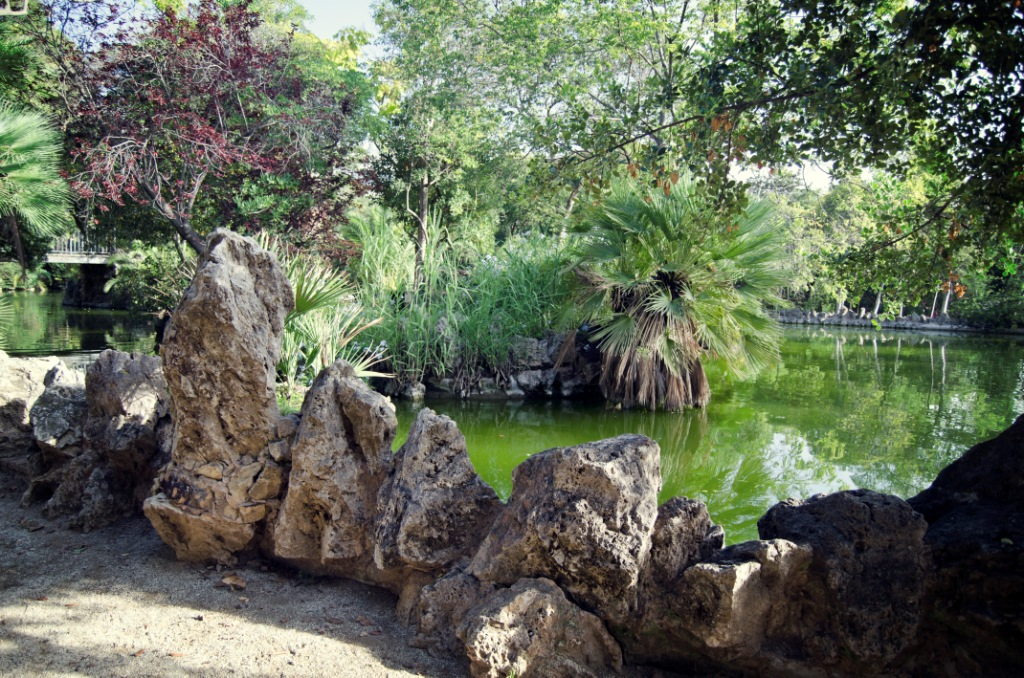
Parc del Llac del Masnou

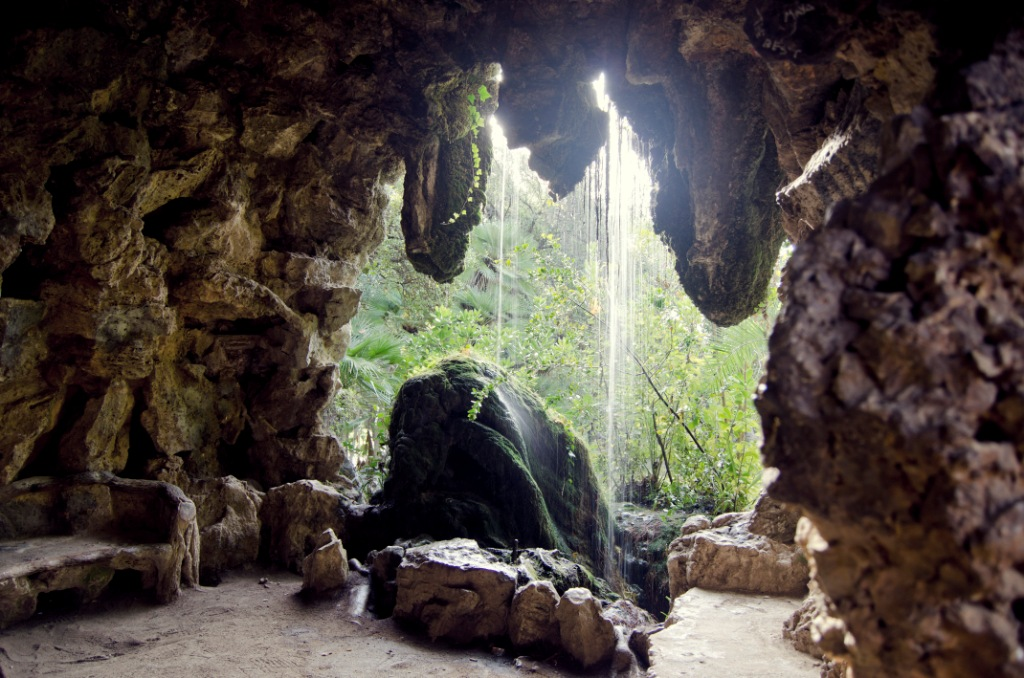
Parc del Llac del Masnou

El parc del Llac correspon al jardí de la casa del Marquès del Masnou, que Romà Fabra i Puig, primer marquès del Masnou, va fer construir a començament del segle xx. Es tracta d'un jardí d'uns 6.400 m² amb elements compositius propis del neoclàssic afrancesat del final del segle xix. Hi destaca l'estany central amb una illa al bell mig, a la qual s'accedeix per un pont. Situat a l'extrem oposat a l'entrada hi ha un mirador elevat, una cova i un salt d'aigua d'inspiració romàntica. També hi destaquen l'esplanada central i els corredors que envolten l'estany, i una rica vegetació ornamental.
El parc del Llac té una gran varietat de vegetació que aplega plantes autòctones i no autòctones. Són especialment interessants els arbres de fulla composta que envolten l'esplanada central i els camins de passeig, i també la gran diversitat de plantes que aporten cromatisme al jardí. Al parc del Llac i al seu entorn són abundants les palmeres, de les quals s'hi poden identificar fins a cinc espècies. Pel que fa a la fauna del parc, hi viuen una gran diversitat d'ocells. S'hi poden observar ocells com la cuereta blanca, el gafarró, la garsa, el bruel, el cargolet, el bernat pescaire i el rossinyol. També hi ha ànecs collverd.

## Parc de Caramar

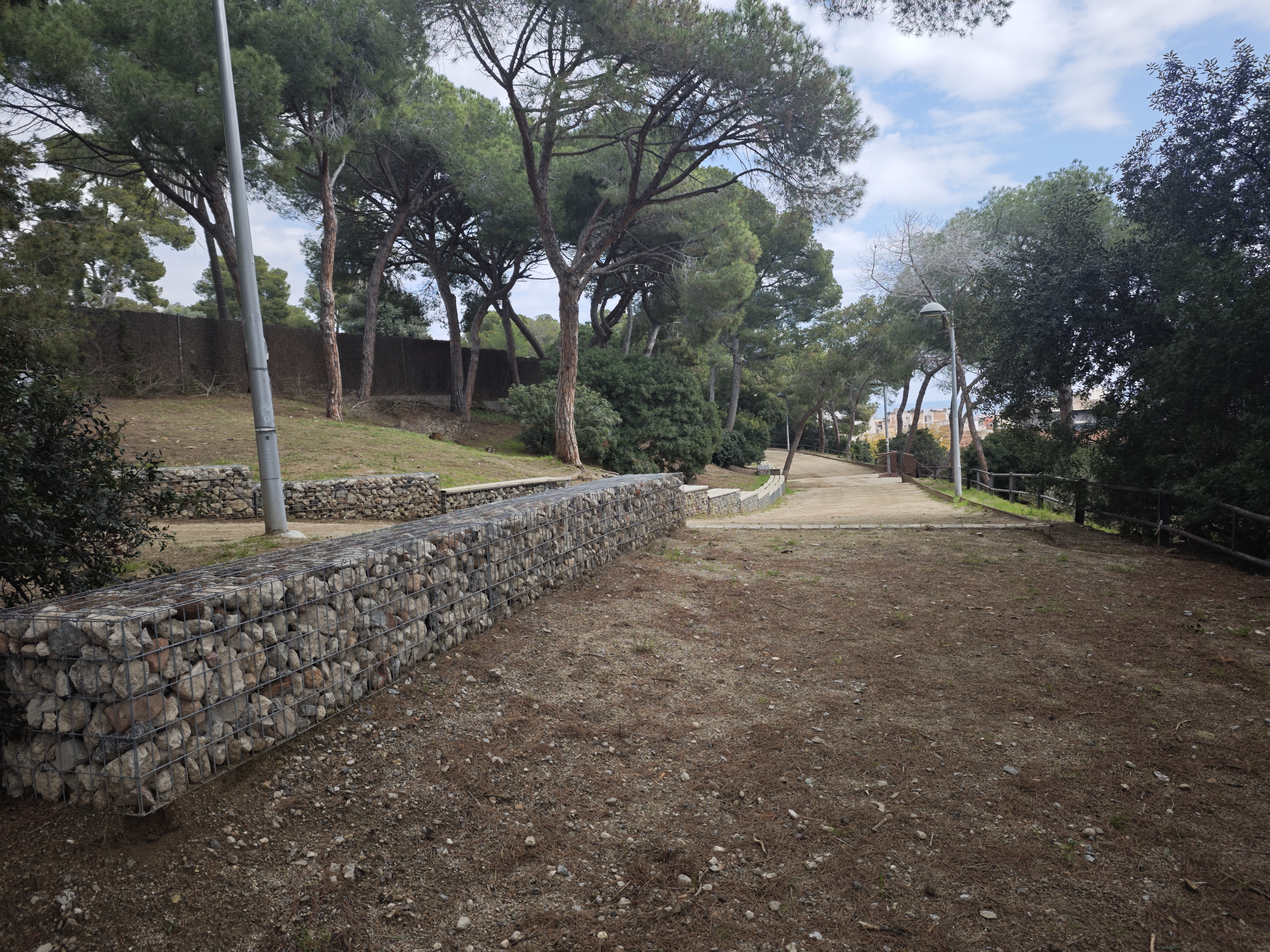
Parc Caramar, al Masnou

Situat al centre urbà, al turó on hi ha Can Guarino, es tracta d'un parc temàtic lúdic amb gran varietat d'espècies d'arbres i plantes de diversos indrets. Al parc hi ha un circuit de tren de sis polzades, conegut com “el trenet”.

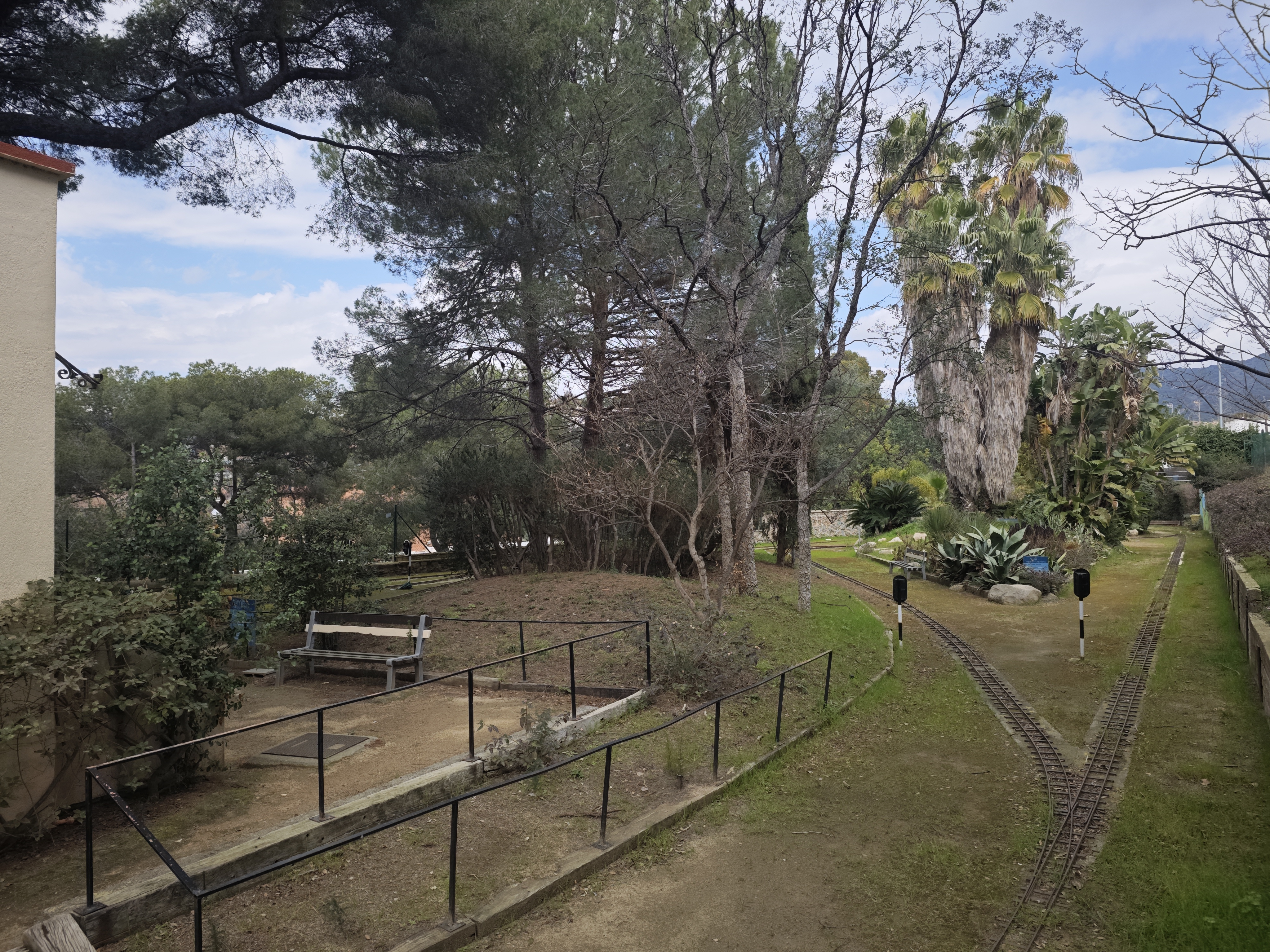
El trenet del Parc Caramar, al Masnou

Al costat del Parc de Caramar hi ha els jardins de Lluís Millet. Van ser dissenyats l'any 1975. Hi destaca l'estàtua de mig cos del mestre Lluís Millet, nat del Masnou, envoltat de garrofers, arbre que va ser molt conreat en temps passats pels pagesos masnovins.

## Jardins de Can Malet

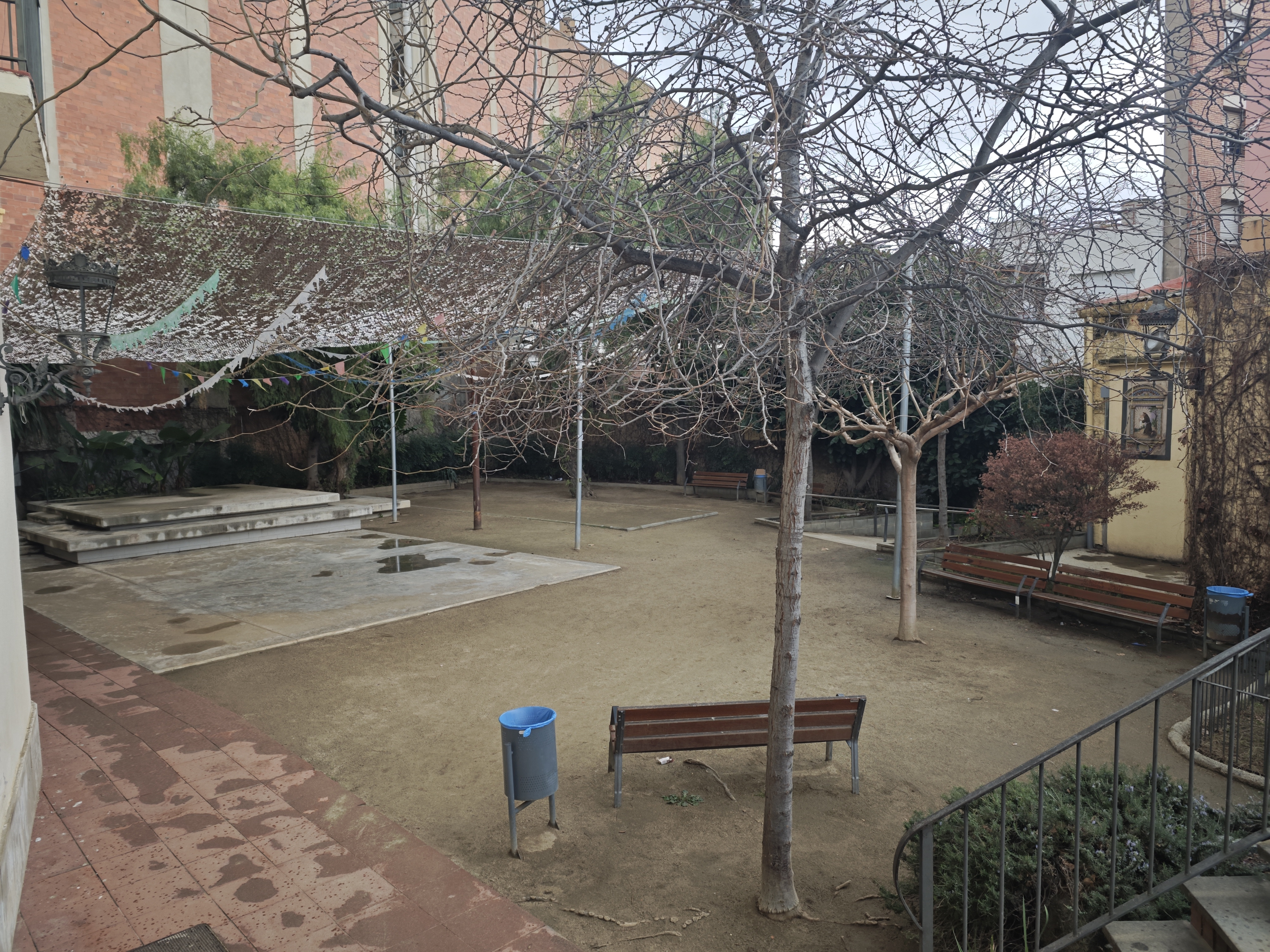
Jardins de Can Malet.

Situat al centre de la vila, Can Malet va arribar a ser una de les majors propietats del municipi, integrada pel mas, una capella, la casa dels masovers, un jardí amb una bassa, hortes, era, estables, magatzems i vinyes, entre d'altres. La casa comptava amb un magnífic jardí al davant, que va desaparèixer en part a la dècada dels setanta. Actualment només es conserva la façana de la casa de masovers, una part dels jardins amb un petit estany, una llinda amb la data de 1736 i el monograma IHS que correspon a la capella de Sant Antoni de Pàdua, construcció que es va perdre en les successives remodelacions i ampliacions.
Es van remodelar l'any 2017 per afegir-hi un escenari amb un banc perimetral i una pista de ball i traslladar la pista de petanca.

## Jardins de la Nimfa

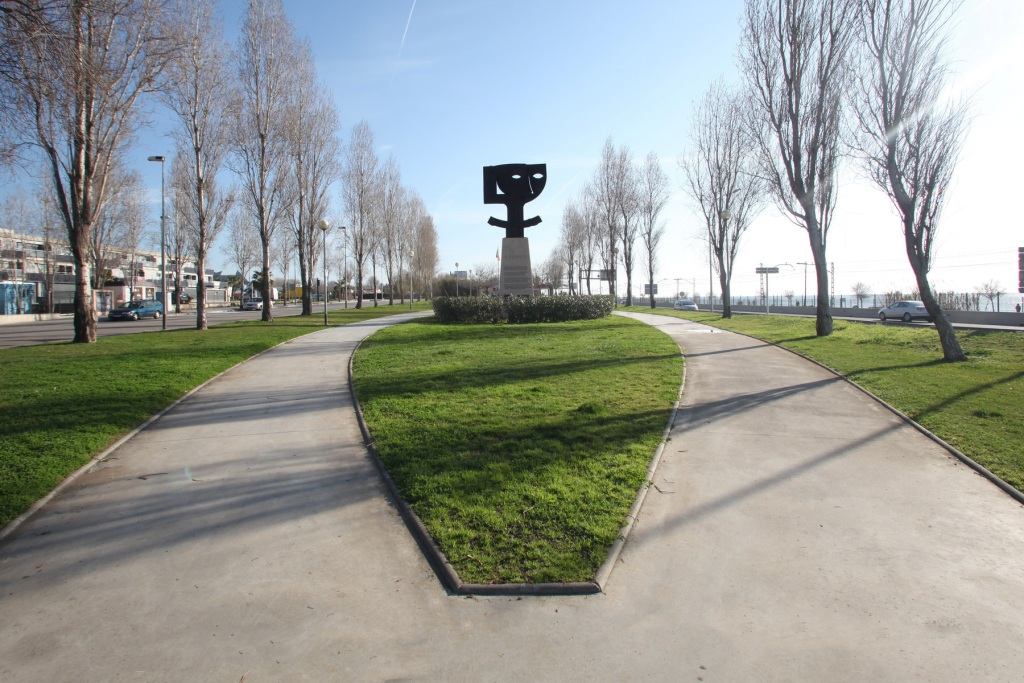
Jardins de la Nimfa del Masnou

Situats al costat de la carretera N-II, formen part dels jardins més emblemàtics del Masnou. Al centre dels jardins es troba l'escultura de la Nimfa del Masnou, escultura de l'artista Jordi Alumà que commemora l'entrada al nou mil·lenni.

## Jardins del Mil·lenari

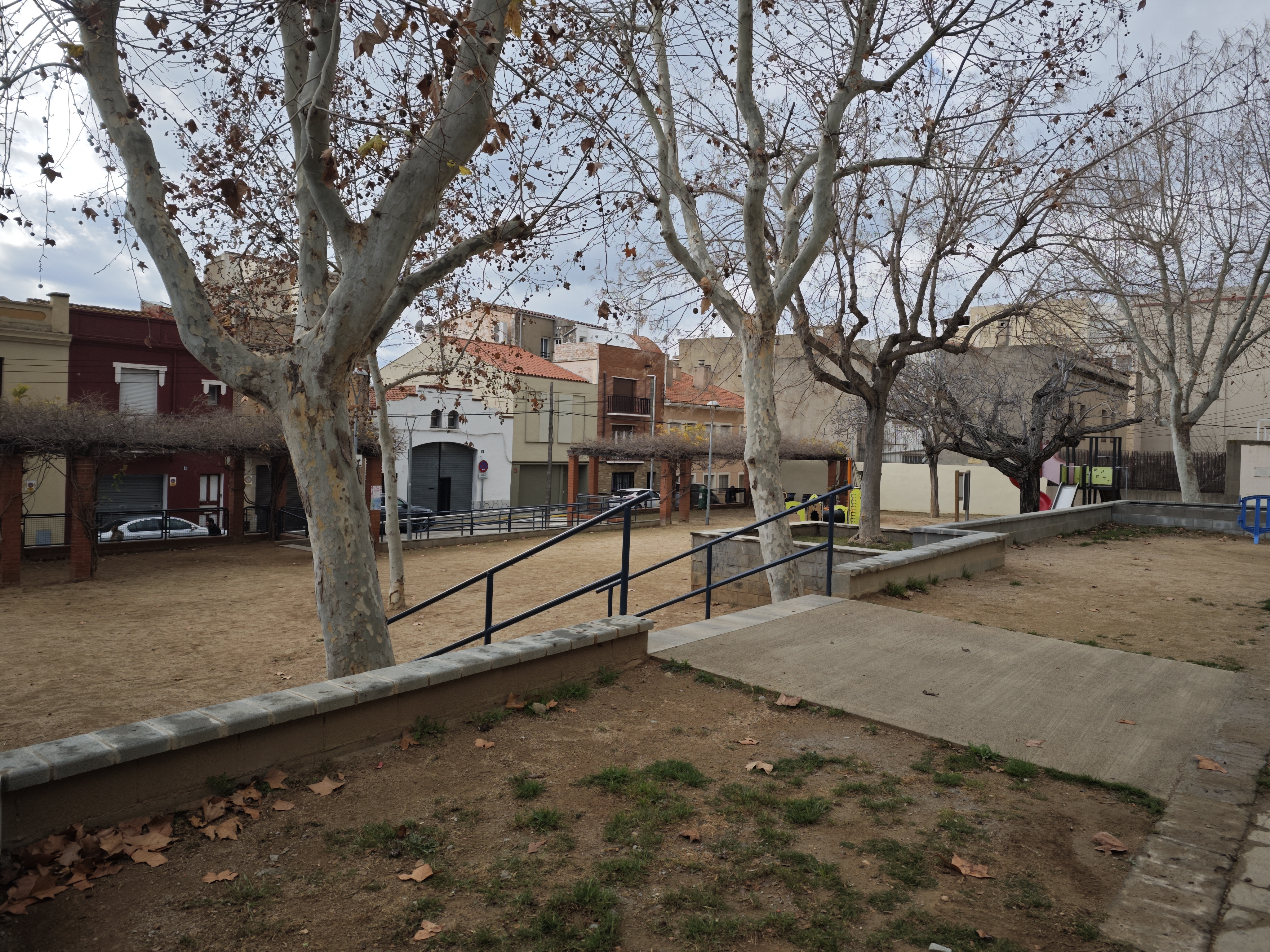
Jardins del Mil·lenari

Jardins situats al voltant del jaciment romà de Cal Ros de les Cabres. Dins dels jardins hi ha un arbre catalogat anomenat La Noguera del Mil·lenari (Juglans nigra). Està catalogat com a arbre d'interès comarcal i local del Maresme.